# Marijan Šunjić (biskup)
Fra Marijan Šunjić (Bučići, kod Travnika, 7. siječnja 1798. – Beč, 28. rujna 1860.), franjevac, biskup, apostolski vikar u Bosni, hrvatski književnik, jezikoslovac; znanstveni, kulturni i politički djelatnik.

## Šunjićev život
Fra Marijan Šunjić rođen je u osmanskoj Bosni koncem 18. stoljeća. Na krštenju je dobio ime Ivo. Kod roditelja je stekao osnove pismenosti, a nastavio je s daljnjim školovanjem (humaniora) kod franjevaca u Gučoj Gori i Fojnici. Novicijatsku je godinu proveo u Fojnici (1813. – 1814.), a potom nastavio sa studijem filozofije i teologije u Zagrebu i Mohaču (1814. – 1821.). Nakon toga je od 1821. do 1824. pohađao studij orijentalnih jezika – arapskog, turskog i perzijskog – u Zagrebu i Beču. Osam mjeseci proveo je kod čuvenog poliglota kardinala Mezzofantija u Bologni, gdje je produbljivao i proširivao svoje znanje jezikâ. Šunjić je tako postao glasovit po poznavanju brojnih jezika, među kojima i orijentalnih. On je, naime, osim spomenutih, poznavao također talijanski, njemački i francuski, zatim klasične jezike latinski i grčki, te više slavenskih jezika. Po svojoj izobrazbi, širini pogleda, po svojoj znanstvenoj i kulturnoj djelatnosti, jedan je od najistaknutijih likova Franjevačke provincije Bosne Srebrene, ne samo u svome vremenu.
Kada se vratio u Bosnu, djelovao je najprije u pastoralnoj službi kao kapelan u Kupresu, te župnik u Mokronogama (1831.) i u Ovčarevu kraj Travnika (1832.). Osim dušobrižničkog rada obavljao je u Bosni Srebrenoj službu tajnika (1832.), kustosa Provincije (1835.) i provincijala (1847. – 1851.). Posljednjih pet godina svoga života proveo je kao apostolski vikar u Bosni i naslovni biskup panadenski (1855. – 1860.).
Osmanske su ga vlasti dvaput zatvarale (1827. i 1834.) jer se borio za prava katoličkog puka i Provincije. U vrijeme kada je Provincija bila u sukobu s biskupom Rafom Barišićem bio je, s više uglednih franjevaca, 1843. osuđen na izgon u Italiju, ali ta odluka, zbog promijenjenih okolnosti, nije izvršena. Boreći se za prava Provincije u tom dugotrajnom sukobu s biskupom dva je puta išao u Rim (1834. i 1840.) te u Carigrad u izaslanstvu s još nekoliko franjevaca (1846.). Godine 1851. obratio se molbom austrijskom caru Franji Josipu da poduzme konkretne korake kako bi se teški položaj katolika i franjevaca u Bosni poboljšao.
Zalagao se za podizanje novih crkava i samostana i za otvaranje pučkih škola. Svojim okružnicama, koje su čitane u crkvama pred pukom, radio je na iskorjenjivanju uvriježenih mana u životu katolika. Prvi je u Bosni zagovarao osnivanje apstinentskih društava. Bio je "srce i duša svakome plemenitom gibanju i nastojanju", kako je to za njega rekao pisac i kulturni radnik Tugomir Alaupović.
Papa Pio IX, u listopadu 1854. godine, imenovao ga je naslovnim biskupom panadenskim i apostolskim vikarom u Bosni. Tu je službu obnašao sve do smrti.
Karakteristično je za Šunjića da je bio dobar fratar, gorljiv svećenik i uzoran biskup. Bio je to čovjek visoke naobrazbe, dobar poznavatelj klasičnih, europskih i istočnih jezika. U razgovoru s papom, biskupima, svećenicima, carem, sultanom, vezirom, begovima i rajom uvijek je otmjen i dostojanstven, blag i ugodan, jednostavan i ponizan. Za njega veli Strossmayer da je bio "najveći i najslavniji muž, koga je Bosna u novije doba imala".
Fra Marijan je umro u Beču 28. rujna 1860. Pokopan je u samostanskoj crkvi u Gučoj Gori. Njegova pisana ostavština izgorjela je zajedno s gučogorskim samostanom 1945. za čiju je gradnju veoma zaslužan. Koliko je bio cijenjen, poštovan i obljubljen pokazalo se i na njegovu sprovodu. Cijela Bosna ga je žalila i za njim plakala. Na spomen-ploči je napisano da je "kruna i ponos braće redovnika, cijelog roda neuvela dika".

## Književni i znanstveni rad
Šunjić je poznat i po svome spisateljskom radu. Pisao je pjesme u duhu hrvatskog narodnog preporoda, bavio se teorijskim pitanjima jezika, a također je radio na poboljšanju školskih prilika radi širenja prosvjete u puku. Zanimao se za narodno stvaralaštvo, zbog čega je marljivo radio na zapisivanju usmenog pučkog pjesništva. Neke od tih pjesama objavljene su u Bosanskom prijatelju, a najveći dio poslije smrti u izdanju Zbora "Jukić" (Narodne junačke pjesme iz Bosne i Hercegovine, Sarajevo, 1915.; drugo izdanje 1925., te u "Napretku", 1934). U Rodoslovnoj slovjenkinji vili (objavljena u Bosanskom prijatelju, IV.) u 12 pjesama piše jugoslavensku povijest 19. stoljeća o Hrvatima, a u Prigovoru dviuh vilah Slavjanke i Njemkinje proriče budućnost slavenstva na ruševinama nijemstva. U neobjavljenoj pjesmi Gospodinu Gaju i ostalim vernim prijateljim naroda slavjanskoga pretresa onodobnu slavensku politiku u svjetlu politike ilirskog pokreta. S fra Martinom Nedićem opjevao je Pokret godine 1848. i 1849. Napisao je i gramatiku turskog jezika. Šunjićeva je rukopisna ostavština izgorjela u gučogorskom samostanu 1945. godine.
Svoje najvažnije djelo, pokušaj rješavanja univerzalnog fonetskog pisma, napisao je na latinskom jeziku i objavio ga pod naslovom: De ratione depingendi rite quaslibet voces articulares seu de vera orthographia cum necessariis elementis alphabeti universalis (Viennae, 1853.). Na latinskom je napisao i životopis biskupa fra Augustina Miletića: De vita illustris viri Augustini Milletichii episcopi olim dauliensis, et vicarii apostolici in Bosnia (Rim, 1835.). Jednu svoju pjesmu spjevao je na latinskom u počast austrijskoga cara: Augusto Austriae imperatori, regique apostolico Francisco primo, et nobili Panoniae genti a provincia Bosnae Argentinae grati testificato exhibita xenii adinstar recurre anno Domini MDCCCXXXIV (Budim, 1833).